# Strobilanthes dolichophylla
Strobilanthes dolichophylla är en akantusväxtart som beskrevs av Raymond Benoist. Strobilanthes dolichophylla ingår i släktet Strobilanthes och familjen akantusväxter. Inga underarter finns listade i Catalogue of Life.